# Île Pim
L'Île Pim est une île de l'archipel arctique canadien située au Nunavut à l'est de l'Île d'Ellesmere. Elle fait partie des îles de la Reine-Élisabeth.
L'île est séparée de l'île d'Ellesmere par le détroit de Rice, qui relie la baie Rosse au nord au détroit de Buchanan au sud.  Le détroit de Nares passe à l'est de l'ile.  L'île est à 6 km de l'Île Cocked Hat.

## Histoire
L'île Pim est fameuse du fait qu'il s'agit de l'île où Adolphus Greely a été secouru lors de la fin désastreuse de l'expédition de la baie Lady Franklin en 1884.